# Medeea Marinescu
Medeea Marinescu (n. 27 mai 1974, București) este o actriță română de teatru și film.

## Biografie
Medeea Marinescu a debutat la vârsta de doar 3 ani în filmul Iarna bobocilor (1977) al regizorului Mircea Moldovan, dar a devenit bine cunoscută și recunoscută după interpretarea rolului principal, Mirabela, din filmul fantezie Maria Mirabela (1981) al lui Ion Popescu Gopo și al Nataliei Bodiul.
Părinții ei au lucrat în cinematografie: tatăl, Ion Marinescu, era operator de imagine, iar mama ei era machieuză de cinema.
Absolventă în 1996 a Academiei de Teatru și Film București, la clasa profesorului Florin Zamfirescu, Medeea Marinescu a jucat în mai multe filme, iar în stagiunea 2009 - 2010 a Teatrului Național București a jucat în patru piese, dintre care una este Egoistul de Jean Anouilh.

## Filmografie
- Iarna bobocilor (1977) – fiica Varvarei și a lui Toderaș
- Mai presus de orice (1978)
- Gustul și culoarea fericirii (1978)
- Proba de microfon (1980)
- Maria Mirabela (1981) – Mirabela
- Saltimbancii (1981)
- Un saltimbanc la Polul Nord (1982)
- Întoarcerea din iad (1983)
- Promisiuni (1985) – Oara
- O zi la București (1987)
- Zîmbet de Soare (1988)
- Domnișoara Christina (film TV, 1992)
- Je vous trouve très beau (Vă găsesc fermecător) (2005)
- Weekend cu mama (2008)
- Donnant donnant (2010)
- Năpasta (2010)
- 03. ByPass (2016)

## Teatru

### Teatrul Odeon(din 1995 până în 1997)
- Les Belles-Sœurs de Michel Tremblay, regia Petre Bokor: rol Lise Paquette
- Mincinosul de Carlo Goldoni, regia Vlad Mugur: Cântăreață
- Tigrul de Murray Schisgal, regia Ada Lupu: Gloria

### Teatrul Casandra (din 1995 până în 1997)
- Livada de vișini de Anton Cehov, regia Doru Ana: Duniasa
- Pe mare drum de Anton Cehov, regia Florin Zamfirescu: Maria Egorovna
- L'Impromptu de Paris de Jean Giraudoux, regia Florin Zamfirescu: Véra Pharès

### Teatrul UNU (1995-1997)
- A Streetcar Named Desire (Un tramvai numit dorință) de Tennessee Williams, regia Anca Colteanu: Stella
- În așteptarea lui Godot de Samuel Beckett, regia Dragoș Galgoțiu: Băiat

### Teatrul Româno-American (1995-1997)
- Casa de frontieră a lui Sławomir Mrożek, regia Florin Zamfirescu: diplomat englez

### Centrul Lincoln
- La țigănci de Mircea Eliade, regia Gelu Colceag: femeie greacă

### Bristol Old Vic (1997–98)
- Cu dragoste de la Nicolae de Lin Coghlan, regia Philip Osment: Gaby

### Teatrul National București(din 1998)
- Bădăranii  (I rusteghi) de Carlo Goldoni, regia Victor Moldovan: Lucietta
- Eleni de Kostas Asimakopoulos, regia Ion Cojar: Eleni
- Nunta lui Krecinski de AV Suhovo-Kobâlin, regia Felix Alexa: Lidia Petrovna
- Omul din La Mancha de Dale Wasserman, regia Ion Cojar: Antonia

## Premii și distincții
Președintele României Ion Iliescu i-a conferit artistei Medeea Marinescu la 7 februarie 2004 Ordinul Meritul Cultural în grad de Cavaler, Categoria D - "Arta Spectacolului", „în semn de apreciere a întregii activități și pentru dăruirea și talentul interpretativ pus în slujba artei scenice și a spectacolului”.